# Litierse
Litierse, figlio di Mida e principe di Frigia, è un personaggio della mitologia greca, noto per la sua esperienza e superiorità nella mietitura. 
Secondo la leggenda egli sfidava chiunque transitasse per la Frigia a batterlo nella sua abilità; se avessero perso sarebbero stati uccisi dal principe; venne sconfitto da una sola persona, che lo uccise: Eracle.
Insieme ad Eracle è il protagonista del dialogo "L'ospite" nell'opera di Cesare Pavese Dialoghi con Leucò.